# ديفيد جونسون (رجل أعمال)
ديفيد جونسون (بالإنجليزية: David Johnson)‏ هو شخصية أعمال وكبير الإداريين التنفيذيين أمريكي، ولد في 7 أغسطس 1932، وتوفي في 19 يونيو 2016.